# Chalabre

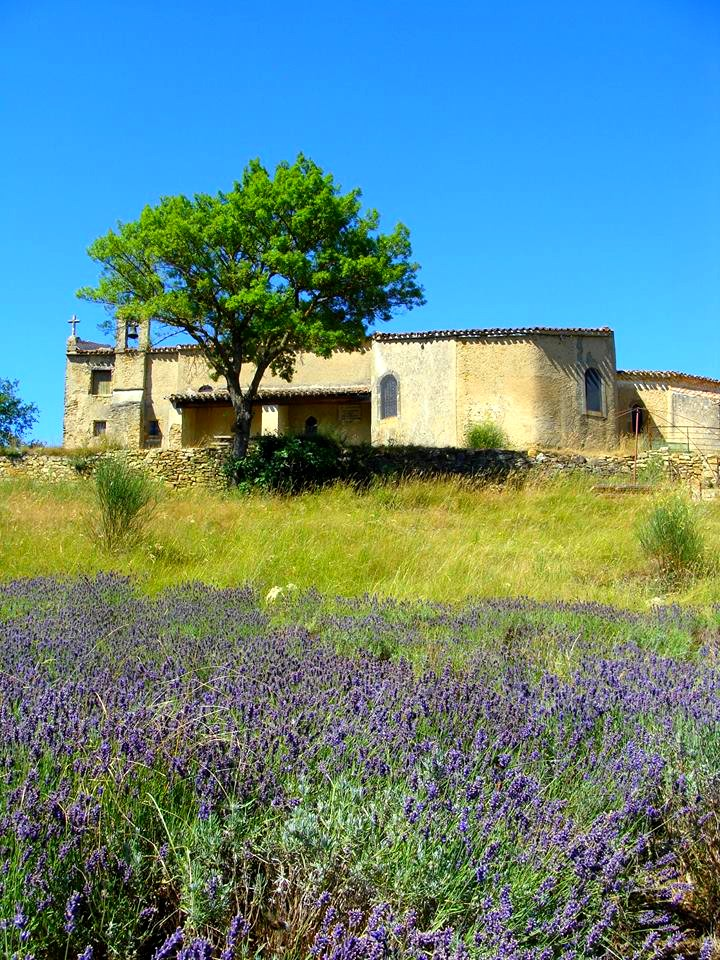
El Calvario de Chalabre

Chalabre en francés y oficialmente, Eissalabra en occitano, Aixalabrat en catalán, es una localidad y comuna francesa, situada en el departamento del Aude en la región de Languedoc-Roussillon. A sus habitantes se les conoce por el gentilicio Chalabrois.
La villa de Chalabre es una Bastide medieval del siglo XIII.

## Historia
La población fue fundada en el siglo XI, en tierras que pertenecían a la familia Trencavel. Después de la cruzada contra los cátaros, estas tierras fueron legadas a Pons de Bruyères.
En 1279, sufrió importantes inundaciones; tuvo que ser reconstruida casi por completo, edificándose una muralla rodeándola.

## Lugares de interés
- Castillo de Chalabre, con edificaciones de tres etapas (siglos XIII, XV y XVIII)
- El Calvario de Chalabre con una pequeña capilla, situado en la cima de un monte de la localidad. Iglesia de Saint-Pierre, de 1552, en la que se puede ver una talla de madera de San Eloy del siglo XIV

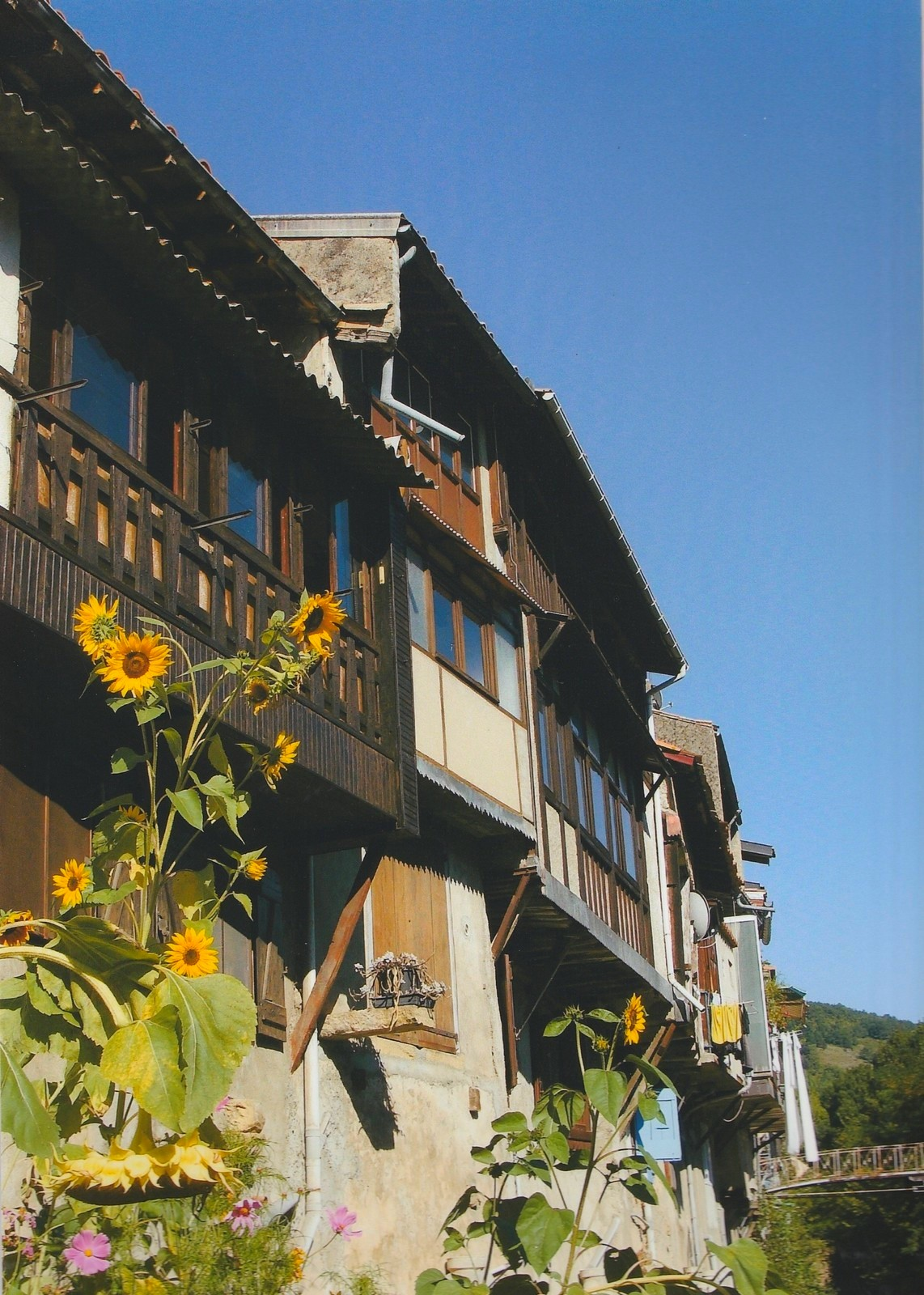
Las orillas del Blau con casas antiguas

## Personalidades

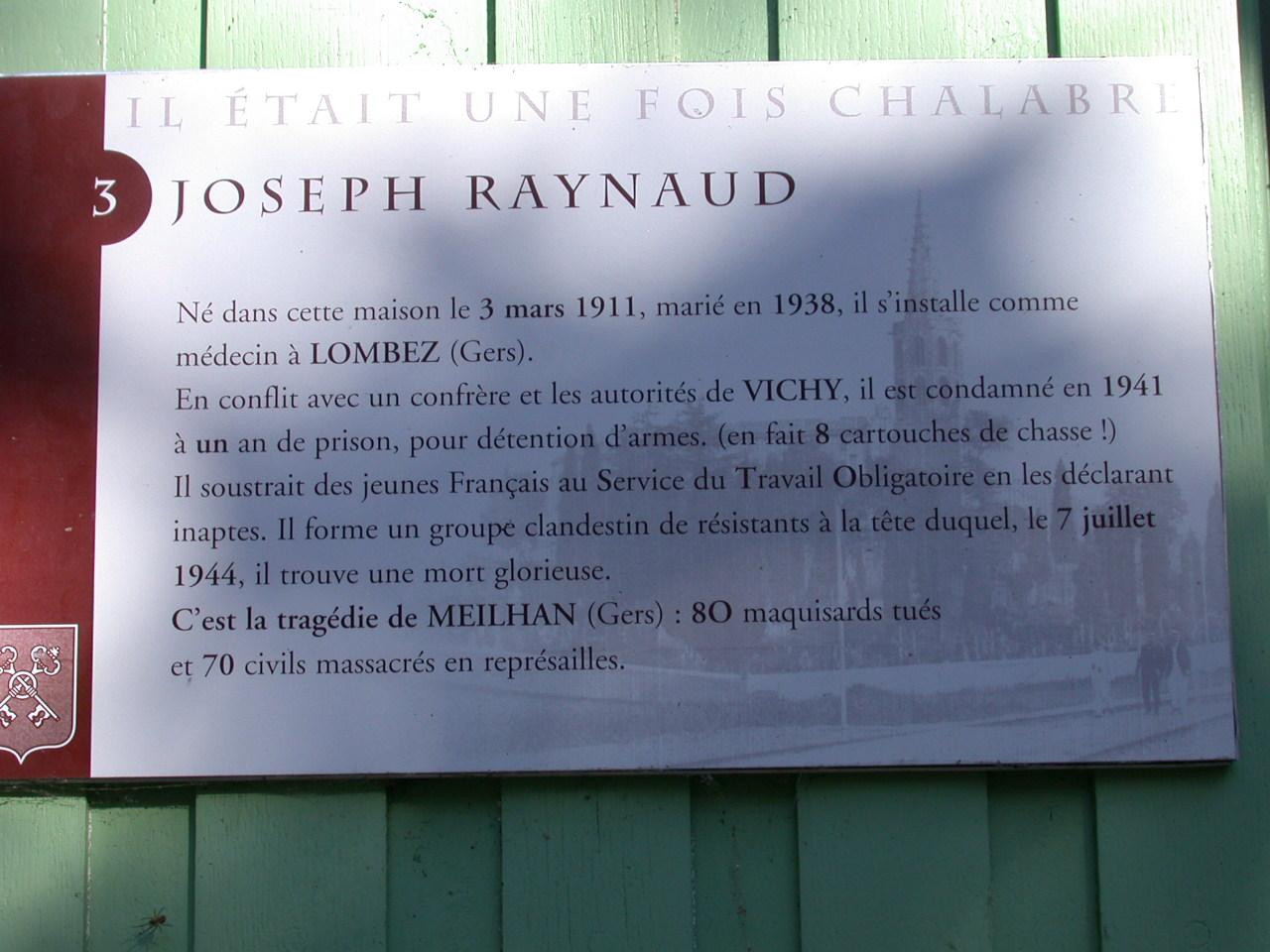

- Joseph Raynaud, médico y maquisard fusilado durante el régimen de Vichy.
- Capitán Danjou